# Bulbophyllum sanguineopunctatum
Bulbophyllum sanguineopunctatum är en orkidéart som beskrevs av Gunnar Seidenfaden och A.D.Kerr. Bulbophyllum sanguineopunctatum ingår i släktet Bulbophyllum och familjen orkidéer.
Artens utbredningsområde är Laos. Inga underarter finns listade i Catalogue of Life.